# 上皮細胞

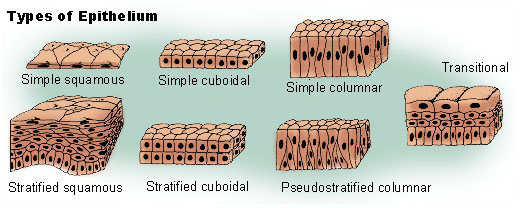
上皮組織の種類

上皮細胞（じょうひさいぼう）とは、体表面を覆う「表皮」、管腔臓器の粘膜を構成する「上皮（狭義）」、外分泌腺を構成する「腺房細胞」や内分泌腺を構成する「腺細胞」などを総称した細胞。これら以外にも肝細胞や尿細管上皮など分泌や吸収機能を担う実質臓器の細胞も上皮に含められる。

## 構造上の特徴
上皮には、外気や液体にさらされている頂端面と結合組織に接着する基底面がある。基底面を支えるのは細胞外マトリクスの丈夫な層で、基底層と呼ばれる。個々の上皮細胞には頂端面と基底面に化学的な差、つまり極性があり、この極性があるために物質の分泌・吸収が可能になる。
隣り合う上皮細胞は種々の細胞間結合でつながれており、これにより細胞間隙を分子が通るのを防いだり、細胞同士がコミュニケーションをとっている。
ちなみに、手の甲にセロハンテープを貼って、はがしたときに白く付着しているのも上皮細胞である。

## 機能による分類
上皮は機能的に以下のように分類できる。すべての上皮細胞は生理的に以下の複数の機能を担っている。
分泌上皮
粘液、酵素、ホルモンなど生物活性のある物質を産生し分泌する。
吸収上皮
水、電解質、栄養源となる物質を能動的に吸収したり輸送する。
導管上皮
管腔面を覆い物質の転送を促進する。
被蓋上皮
身体の外表面、管腔器官の内面、漿膜腔の内面を覆う上皮。被覆上皮、保護上皮とも呼ばれる。表面を被覆し物理的または化学的なバリアを構成する。
感覚上皮
外界からの刺激を神経系へ伝達するため知覚神経が分布する上皮。しばしば血管が上皮内に存在する。嗅上皮、網膜、内耳ラセン器などが該当。
呼吸上皮

## 形態による分類
まず、細胞の並び方によって、次のように分類される。
1. 単層上皮 - 細胞が基底膜上で一列に並んでいる。
2. 多列上皮 - 細胞が基底膜上で数列に並んでいる。ただし、すべての細胞は突起をのばして基底膜に接触している。
3. 重層上皮 - 細胞は基底膜上で重なりあうように何列（およそ10から30）にも並んでいる。

一つ一つの細胞の形によっても、分類される。
1. 扁平上皮 - 細胞は潰れたような平たい形をしている。
2. 立方上皮 - 細胞は立方形である。
3. 円柱上皮 - 細胞は縦方向に長い円柱形をしている。
4. 線毛上皮 - 細胞に線毛が生えている。

これらの用語を組み合わせて、「食道の上皮は、重層扁平上皮である」といった具合に以下のように表現する。
1. 単層扁平上皮：血管・リンパ管内皮、漿膜中皮（中胚葉由来、外・内胚葉由来の真性上皮に対して、偽上皮）
2. 単層立方上皮：汗腺上皮（エクリン腺腺房の上皮）
3. 単層円柱上皮：消化管上皮、呼吸器・気道上皮（多列線毛円柱上皮が多い）
4. 重層扁平上皮（英語版）：表皮、食道上皮、扁平上皮化生した気道上皮、子宮外頸部上皮、下咽頭から喉頭上皮、肛門上皮
5. 重層円柱ないし立方上皮：唾液腺の導管、呼吸器多列線毛ないし単層円柱上皮での基底細胞過形成を伴ったもの（最表層の腺系上皮を失い扁平上皮化）、子宮頚部頚管円柱上皮や頚管線上皮で予備細胞過形成を伴ったもの（最表層の腺系上皮を失い扁平上皮化）
6. 多列線毛円柱上皮：鼻腔上皮、咽頭上皮（上咽頭・中咽頭）、気管・気管支上皮
7. 移行上皮（尿路上皮）：腎盂上皮、尿管上皮，膀胱上皮、尿道上皮、前立腺導管上皮

発生学的には、三胚葉のいずれも上皮成分に分化する。例えば、皮膚は外胚葉に由来し、消化管上皮は内胚葉に由来する。そして、腎臓の尿細管は中胚葉に由来する。